# Pawel Sergejewitsch Trichitschew
Pawel Sergejewitsch Trichitschew (russisch Павел Сергеевич Трихичев; bei der FIS nach englischer Transkription Pavel Trikhichev; * 7. November 1992 in Montschegorsk, Oblast Murmansk) ist ein russischer Skirennläufer. Seine Stärken liegen in den technischen Disziplinen Slalom und Riesenslalom.

## Biografie
Der aus der Oblast Murmansk stammende Trichitschew bestritt kurz nach seinem 15. Geburtstag erste FIS-Rennen. Im Februar 2009 nahm er am Europäischen Olympischen Jugend-Winterfestival in Szczyrk teil, wo er im Slalom Rang 23 belegte. Ein Jahr später startete er am Mont Blanc erstmals bei Juniorenweltmeisterschaften und schaffte einen 22. Platz im Slalom als bestes Ergebnis. Bei drei weiteren Teilnahmen markierte Rang sechs in der Kombination von Québec 2013 den Höhepunkt. Am 14. Januar 2012 debütierte er im Europacup. Ein Jahr später gelang ihm als Zweitem im Riesenslalom am Arber erstmals der Sprung auf ein Podest. Daraufhin nahm er an den Weltmeisterschaft 2013 in Schladming teil und erreichte im Riesenslalom Platz 27.
Am 9. März 2013 gab er im Riesenslalom von Kranjska Gora sein Weltcup-Debüt, erste Punkte gewann er mit Rang 28 im Dezember desselben Jahres in Val-d’Isère. Bei den Olympischen Spielen von Sotschi ginge er in vier Disziplinen an den Start und belegte Platz 24 in der Super-Kombination als bestes Resultat. Im Weltcup erzielte er in den kommenden Wintern nur zwei Platzierungen in den Punkterängen, darunter Rang 20 im Slalom von Finnland im November 2014, bei zwei weiteren WM-Teilnahmen blieb Rang 18 in der Kombination von St. Moritz seine Bestleistung. 2016/17 gewann er mit fünf Siegen die Gesamtwertung des Far East Cup. Nachdem er in der Saison 2017/18 in Slalom (Rang 17 in Val-d’Isère) und Riesenslalom (Rang 16 in Adelboden) jeweils persönliche Bestleistungen erreicht hatte, fuhr er am 12. Januar 2018 in der Kombination von Wengen als Zweiter überraschend erstmals aufs Podest. Bei den Olympischen Winterspielen in Pyeongchang schied er sowohl in der Kombination als auch in der Abfahrt aus.

## Erfolge

### Olympische Spiele
- Sotschi 2014: 24. Super-Kombination, 26. Super-G, 33. Slalom

### Weltmeisterschaften
- Schladming 2013: 27. Riesenslalom
- Vail/Beaver Creek 2015: 24. Kombination, 31. Super-G
- St. Moritz 2017: 18. Kombination, 35. Super-G
- Åre 2019: 9. Mannschaftswettbewerb, 27. Riesenslalom, 30. Kombination, 31. Slalom, 33. Super-G

### Weltcup
- 4 Platzierungen unter den besten zehn, davon 1 Podestplatz

### Weltcupwertungen
| Saison  | Gesamt | Gesamt | Super-G | Super-G | Riesenslalom | Riesenslalom | Slalom | Slalom | Kombination | Kombination | Parallel | Parallel |
| Saison  | Platz  | Punkte | Platz   | Punkte  | Platz        | Punkte       | Platz  | Punkte | Platz       | Punkte      | Platz    | Punkte   |
| ------- | ------ | ------ | ------- | ------- | ------------ | ------------ | ------ | ------ | ----------- | ----------- | -------- | -------- |
| 2013/14 | 145.   | 3      | –       | –       | 52.          | 3            | –      | –      | –           | –           | –        | –        |
| 2014/15 | 130.   | 13     | –       | –       | –            | –            | 47.    | 11     | 41.         | 2           | –        | –        |
| 2017/18 | 57.    | 109    | –       | –       | 48.          | 15           | 45.    | 14     | 6.          | 80          | –        | –        |
| 2018/19 | 81.    | 70     | –       | –       | 36.          | 23           | –      | –      | 10.         | 47          | –        | –        |
| 2019/20 | 62.    | 131    | 43.     | 14      | 42.          | 9            | 56.    | 7      | 9.          | 76          | 20.      | 25       |

### Far East Cup
- Saison 2015/16. 5. Gesamtwertung, 4. Super-G-Wertung, 4. Riesenslalomwertung
- Saison 2016/17: 1. Gesamtwertung, 1. Riesenslalomwertung, 3. Slalomwertung, 7. Super-G-Wertung
- Saison 2018/19: 8. Gesamtwertung, 3. Super-G-Wertung
- 23 Podestplätze, davon 11 Siege:

### Juniorenweltmeisterschaften
- Mont Blanc 2010: 22. Slalom, 65. Abfahrt
- Crans-Montana 2011: 22. Slalom, 52. Super-G, 59. Abfahrt
- Roccaraso 2012: 14. Abfahrt, 22. Riesenslalom
- Québec 2013: 6. Kombination, 11. Riesenslalom, 13. Slalom, 19. Abfahrt, 37. Super-G

### Weitere Erfolge
- 6 russische Meistertitel (Slalom 2014, 2015, 2016 und 2017, Riesenslalom 2015, 2016)
- 2 Siege im South American Cup
- 1 Podestplatz im Europacup
- 7 Siege in FIS-Rennen